# Kamran
Kamran  è un nome proprio di persona persiano, urdu, azero e bengali maschile.

## Origine e diffusione
Riprende un termine persiano che vuol dire "fortuna", "successo", "felicità". Questo nome venne portato, tra gli altri, da un figlio dell'imperatore Mughal Babur.
Il nome è scritto کامران (in alfabeto persiano e urdu, e কামরান in bengalese.

## Persone
- Kamran Aliev, calciatore azero naturalizzato russo
- Kamran Ağayev, calciatore azero
- Kamran Ghasempour, lottatore iraniano
- Kamran Ince, compositore statunitense
- Kamran Mir Hazar, poeta, giornalista e attivista norvegese
- Kamran Şahsuvarlı, pugile azero

## Il nome nelle arti
- Kamran è un personaggio del Marvel Cinematic Universe.